# Площадь Сантьяго-де-Чили
Площадь Сантьяго-де-Чили — площадь в Оболонском районе города Киева.
Расположена в месте соединения проспекта Владимира Ивасюка и Улицы Героев Полка «Азов».
Со времени возникновения в 1973 году существовала как безымянная площадь на стыке вышеуказанных улиц.
5 августа 1998 года безымянное соединение улиц было названо в честь столицы Чилийской Республики города Сантьяго-де-Чили — побратима города Киева, о чём свидетельствует памятный камень. Он установлен в мае 2001 года в центре площади в честь укрепления дружественных связей между городами — побратимами.

## Транспорт
- Троллейбусы 34, 44, 47;
- Автобусы 73, 88, 100, 102, 118;
- Станция метро «Оболонь» (1,0 км).